# 埃布賴希斯多夫
埃布賴希斯多夫是奧地利的城鎮，位於該國東北部，由下奧地利州負責管轄，面積43.22平方公里，海拔高度202米，鎮上有中世紀城堡的遺址，2012年人口9,934。